# Left Laser
Left Laser is een Nederlands YouTube-kanaal dat in 2022 werd gestart waarin de radicaal-linkse journalist Bob Sneevliet (pseudoniem van Robert Jim Scholte) kritische vragen stelt aan voornamelijk rechtse politici en andere publieke figuren. Left Laser is aanwezig op YouTube, TikTok en Instagram en heeft een webshop met onder andere politieke stickers.
De Volkskrant plaatste Left Laser, een "onlinegrootheid" die zijn "onwillig[e] slachtoffer[s]" steevast "sarrende vragen" voorlegt, op 22 in hun lijstje van de meestbesproken mediapersoonlijkheden van 2023. Left Laser kwam meermaals in de nationale media door controverses. Zo moest de voorlichter van de VVD zich in 2023 excuseren nadat die de microfoon uit Sneevliets handen had getrokken tijdens een interview. Voor BNNVARA zou Left Laser naar de Verenigde Staten gaan om verslag uit te brengen van de presidentsverkiezingen van 2024, maar Sneevliet trok zich terug nadat BNNVARA inhoudelijke beperkingen oplegde.

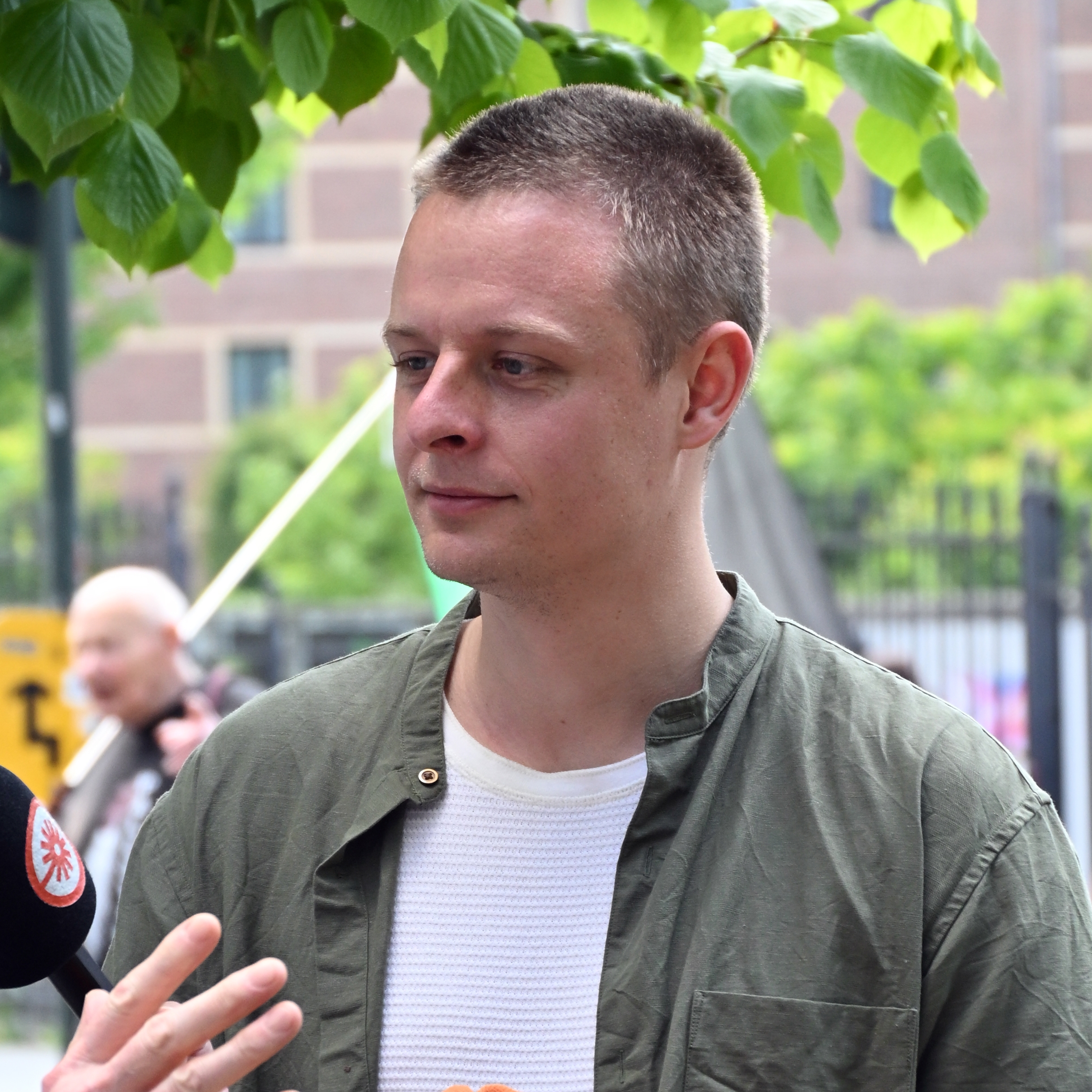
Bob Sneevliet in 2025

Sneevliet werd in 2023 geïnterviewd in de Nederlandse editie van het socialistische tijdschrift Jacobin. In 2024 was hij te gast op ManiFiesta, het festival van de Belgische PVDA, waar hij hun algemeen secretaris Peter Mertens interviewde.
De beelden van pro-Palestina-demonstraties in november 2024 online geplaatst door Left Laser gingen de wereld over. In de beelden lijkt het te zien te zijn dat de politie een vrouw slaat waarna deze valt; eerder ontkende de politie en gemeente dat deze vrouw door handelen van de politie was gewond geraakt.